# ولادیسلاو ترتیک
ولادیسلاو ترتیک (به روسی: Владисла́в Третья́к-Vladislav Tretiak) ورزشکار مرد رشتهٔ هاکی روی یخ اهل کشور اتحاد جماهیر شوروی است. وی در بین سال‌های ‎۱۹۷۲ تا ۱۹۸۴ میلادی در مسابقات بازی‌های المپیک زمستانی در مجموع ۴ مدال، شامل ۳ مدال طلا و ۱ نقره را کسب کرد.